# Chris Bristow
Christopher „Chris“ William Bristow (* 2. Dezember 1937 in London; † 19. Juni 1960 in Spa-Francorchamps, Belgien) war ein englischer Automobilrennfahrer.

## Karriere
Der talentierte, aus dem Süden Londons stammende Brite wurde von vielen britischen Rennsportjournalisten wegen einer ähnlichen Karriere wie bei Stirling Moss oder Tony Brooks als potenzieller Formel-1-Weltmeister betrachtet. Durch seinen frühen Tod konnte er diese Spekulationen nicht bestätigen.
Mit finanzieller Unterstützung seines Vaters begann er 1956 seine Motorsportkarriere. Schon bald gewann er Rennen wie jenes mit einem MG auf der Rennstrecke in Crystal Palace in seiner Heimatstadt. Im Folgejahr fuhr er einen 1100-cm³-Cooper, um bei weiteren Rennen auf den britischen Inseln Erfahrung zu sammeln.
1958 wechselte er zu Elva, wo er mit dem schwierig zu fahrenden Wagen die Aufmerksamkeit der British Racing Partnership auf sich zog. Rasch wechselte er zu BRP, um deren Formel-2-Cooper zu steuern, die von einem Borgward-Motor angetrieben wurden.
Bei der John Day Trophy 1959 gelang es ihm, ein erlesenes Fahrerfeld zu dominieren und einen überzeugenden Sieg zu feiern: Jack Brabham, Roy Salvadori und Bruce McLaren konnten ihm an diesem Tag nicht gefährlich werden, sodass er trotz seines Alters von 22 Jahren schon im gleichen Jahr in der Formel-1-Saison 1959 bei seinem Heimgrandprix debütierte.
Die Rennsaison 1960 startete schlecht für das BRP-Team, als der erfahrerene Nummer-1-Pilot Harry Schell beim Training zur International Trophy tödlich verunglückte. Damit rückte Bristow in den Status des ersten Piloten auf. Während des Belgischen Grand Prix in Spa kämpfte er mit dem von Willy Mairesse gesteuerten Ferrari in der tückisch abfallenden Burnenville-Rechtskurve in der 20. Runde um den dritten Platz, als er die Kontrolle über seinen Cooper verlor und mit dem Wagen unter eine Streckenbegrenzung geriet. Beim Aufprall wurde er geköpft. Er war der erste Tote, der neben zwei Schwerstverletzten vor Alan Staceys tödlichem Vogelschlag an diesem bis dahin wohl schlimmsten Rennwochenende der Formel-1-Geschichte zu beklagen war. Die Warnungen seiner erfahrenen Kollegen, sich nicht mit dem als Crash-Pilot bekannten Mairesse anzulegen, hatte Bristow ignoriert. Für den späteren Weltmeister Jim Clark war dieser GP von Belgien das zweite Formel-1-Rennen; über Bristows Unfall sagte er später: „Es war furchtbar. Ich überlegte, an den Boxen anzuhalten und mit dem Rennsport Schluss zu machen.“

## Statistik

### Statistik in der Formel 1

#### Gesamtübersicht
| Saison | Team                       | Chassis    | Motor           | Rennen | Siege | Zweiter | Dritter | Poles | schn. Rennrunden | Punkte | WM-Pos. |
| ------ | -------------------------- | ---------- | --------------- | ------ | ----- | ------- | ------- | ----- | ---------------- | ------ | ------- |
| 1959   | British Racing Partnership | Cooper T51 | Borgward 1.5 L4 | 1      | −     | −       | −       | −     | −                | −      | NC      |
| 1960   | Yeoman Credit Racing Team  | Cooper T51 | Climax 2.5 L4   | 3      | −     | −       | −       | −     | −                | −      | NC      |
| Gesamt | Gesamt                     | Gesamt     | Gesamt          | 4      | −     | −       | −       | −     | −                | −      | >       |

#### Einzelergebnisse
| Saison | 1   | 2 | 3   | 4   | 5 | 6 | 7 | 8 | 9 | 10 |
| ------ | --- | - | --- | --- | - | - | - | - | - | -- |
| 1959   |     |   |     |     |   |   |   |   |   |    |
|        |     |   |     | 10  |   |   |   |   |   |    |
| 1960   |     |   |     |     |   |   |   |   |   |    |
|        | DNF |   | DNF | DNF |   |   |   |   |   |    |

| Legende  | Legende            | Legende                                                          |
| Farbe    | Abkürzung          | Bedeutung                                                        |
| -------- | ------------------ | ---------------------------------------------------------------- |
| Gold     | –                  | Sieg                                                             |
| Silber   | –                  | 2. Platz                                                         |
| Bronze   | –                  | 3. Platz                                                         |
| Grün     | –                  | Platzierung in den Punkten                                       |
| Blau     | –                  | Klassifiziert außerhalb der Punkteränge                          |
| Violett  | DNF                | Rennen nicht beendet (did not finish)                            |
| Violett  | NC                 | nicht klassifiziert (not classified)                             |
| Rot      | DNQ                | nicht qualifiziert (did not qualify)                             |
| Rot      | DNPQ               | in Vorqualifikation gescheitert (did not pre-qualify)            |
| Schwarz  | DSQ                | disqualifiziert (disqualified)                                   |
| Weiß     | DNS                | nicht am Start (did not start)                                   |
| Weiß     | WD                 | zurückgezogen (withdrawn)                                        |
| Hellblau | PO                 | nur am Training teilgenommen (practiced only)                    |
| Hellblau | TD                 | Freitags-Testfahrer (test driver)                                |
| ohne     | DNP                | nicht am Training teilgenommen (did not practice)                |
| ohne     | INJ                | verletzt oder krank (injured)                                    |
| ohne     | EX                 | ausgeschlossen (excluded)                                        |
| ohne     | DNA                | nicht erschienen (did not arrive)                                |
| ohne     | C                  | Rennen abgesagt (cancelled)                                      |
| ohne     | keine WM-Teilnahme |                                                                  |
| sonstige | P/fett             | Pole-Position                                                    |
| sonstige | 1/2/3/4/5/6/7/8    | Punktplatzierung im Sprint-/Qualifikationsrennen                 |
| sonstige | SR/kursiv          | Schnellste Rennrunde                                             |
| sonstige | *                  | nicht im Ziel, aufgrund der zurückgelegten Distanz aber gewertet |
| sonstige | ()                 | Streichresultate                                                 |
| sonstige | unterstrichen      | Führender in der Gesamtwertung                                   |

### Einzelergebnisse in der Sportwagen-Weltmeisterschaft
| Saison | Team    | Rennwagen   | 1   | 2   | 3   | 4   | 5   |
| ------ | ------- | ----------- | --- | --- | --- | --- | --- |
| 1959   | Porsche | Porsche 718 | SEB | TAR | NÜR | LEM | RTT |
| 1959   | Porsche | Porsche 718 |     | DNF |     |     |     |